# Carles Enric Florensa i Tomàs
Carles Enric Florensa i Tomàs (Lleida, 1959) és un advocat i polític lleidatà, senador per Lleida en la VII Legislatura.

## Biografia
Llicenciat en dret, ha exercit com a advocat fins al 1982, doctorat per Estudi General de Lleida amb la tesi "La Condonación de la deuda en el código civil [Recurs electrònic] : estructura y objeto del negocio remisivo" al 1987 i ha estat Catedràtic de Dret Civil a la Universitat de Lleida, director del Departament Dret Privat de la Universitat de Lleida el 1991-2001, degà de la Facultat de Dret i Economia de la Universitat de Lleida el 2001-2002, president del Col·legi Arbitral de Consum de Catalunya el 1993-2002, vocal de la Secció d'Harmonització de la Comissió de Codificació de Catalunya: 2000-2002 i membre del Consell d'Administració de la Unió Esportiva Lleida, S.A.D. (1998-2002).
A les eleccions generals espanyoles de 2000 fou escollit senador per la província de Lleida per CiU en substitució de Jaume Cardona i Vila. Ha estat vicepresident quart de la Mesa del Senat d'Espanya.
En 2011 ha estat Director de l'Observatori de Dret Privat de Catalunya.

## Obres
- La condonación de la deuda en el Código civil: (estructura y objeto del negocio remisivo), Madrid : Cívitas, 1996. ISBN 84-470-0715-4
- El Defensor Judicial, Editorial Aranzadi. ISBN 84-7398-714-4